# John Pope
John Pope (16 de marzo de 1822 - 23 de septiembre de 1892) fue un militar profesional del Ejército de los Estados Unidos y general de la Unión durante la Guerra de Secesión Norteamericana. Durante la guerra civil, después de una corta pero exitosa campaña en el frente del oeste, se le dio el mando de un ejército en el este, siendo derrotado en la segunda batalla de Bull Run. Después de la guerra civil, continuó con una brillante carrera militar en las Guerras Indias.

## Primeros años
Pope nació en Louisville, Kentucky, hijo de un destacado político y jurista miembro de una de las familias más influyentes del estado. Su padre era amigo de Abraham Lincoln. Se graduó en West Point en 1842, siendo enviado a una unidad de ingenieros topográficos como subteniente (second lieutenant) agregado, y sirvendo en Florida y en la frontera con Canadá.
Luchó bajo el mando de Zachary Taylor en la batalla de Monterrey y en la batalla de Buena Vista durante la Guerra entre México y los Estados Unidos en donde fue ascendido a teniente y capitán agregados. Tras la guerra Pope trabajó en Minnesota como topógrafo. En 1850 demostró la viabilidad de la navegación en el río Rojo. De 1851 a 1853 fue jefe de ingenieros en el departamento de Nuevo México trabajando para la construcción del Pacific Railroad.

## Guerra Civil
Cuando Lincoln fue elegido el nuevo presidente le encargó a él y a otros tres oficiales más, escoltarle hasta Washington. Se ofrece a Lincoln para servirle como ayudante, pero el 14 de junio de 1861 es nombrado general de brigada de voluntarios, y se le ordena reclutar voluntarios en Illinois.
En julio asume el mando del distrito del Norte y Centro de Misuri, dentro del Departamento del Oeste del general de división John C. Frémont. La relación entre ambos hombres no fue nada buena, conspirando ambos por el mal del contrario, y negándose el apoyo militar necesario. El 19 de diciembre de 1861 Pope consigue una victoria sobre los confederados de Sterling Price en la escaramuza de Blackwater Creek. Esta pequeña victoria produjo un gran interés periodístico, que hizo que el nuevo jefe del sector, Henry W. Halleck (jefe del recién creado Misuri en sustitución del Departamento del Oeste), se fijara en él.
Halleck nombró a Pope jefe del Ejército del Misisipi (dentro del Distrito del Missisippi, Departamento de Misuri) el 23 de febrero de 1862. Con 25 000 hombres Pope realiza una operación sobre los fuertes confederados en el río Misisipi. En un avance sorpresa ocupa New Madrid el 14 de marzo. Su siguiente objetivo será la Isla Número 10, una sólida fortificación con 12 000 hombres y 58 cañones. Utilizando sus experiencias como ingeniero, crea un canal en el Misisipi que le permite rodear a la Isla Número 10. Después, y con la ayuda de los cañoneros del capitán Andrew H. Foote, desembarca a sus hombres en la orilla contraria, consiguiendo así aislar a los defensores. Finalmente, la fortaleza se rindió el 7 de abril de 1862, haciendo el Misisipi navegable para la Unión hasta Memphis.
La destacable actuación en el Misisipi le hizo ganar a Pope su promoción a general de división de voluntarios el 21 de marzo de 1862. Durante el asedio de Corinth mandó el ala izquierda del ejército de Halleck, aunque antes de terminar la campaña fue reclamado por Lincoln para el frente del este. Tras el fracaso de McClellan en la campaña de la Península, Pope fue nombrado jefe del recién creado Ejército de Virginia, que agrupaba a las unidades del valle de Shenandoah y del Norte de Virginia. Este destino no gustó a muchos de sus compañeros, debido a que su ascenso no respetó la antigüedad en el escalafón.
Pope trajo una gran seguridad en sí mismo, y los comunicados que dedicó a su recién creado ejército para mejorar su moral, tuvieron como resultado el rechazo de sus hombres, ya que Pope comparaba la actitud valiente del soldado unionista del oeste, el cual siempre atacaba y vencía, con la actitud del soldado unionista del este, siempre preocupado por sus suministros y por las posiciones defensivas.
A pesar de sus fanfarronadas y a pesar de recibir unidades del Ejército del Potomac de McClellan que aumentaron el ejército de Virginia hasta 70 000 hombres, la agresividad de Pope excedía sus capacidades estratégicas, sobre todo ahora que tenía que enfrentarse a Robert E. Lee. Lee, notando que Pope estaba indeciso, inició la Campaña del Norte de Virginia, dividiendo su pequeño ejército de 50 000 hombres y enviando a Thomas J. Jackson con 24 000 soldados al flanco derecho de Pope, derrotando a Nathaniel Banks el 9 de agosto en la batalla de Cedar Mountain.
Tras una incursión de la caballería confederada de J.E.B. Stuart, Pope retira su ejército al río Rappahannock. Teniendo ya fijado al Ejército de Virginia, Lee envía de nuevo a Jackson contra el flanco derecho federal, consiguiendo colocarse a su retaguardia y destruyendo importantes bases de suministros (25-27 de agosto). Pope se obsesiona entonces con atrapar al C.E. de Jackson, y envía a todo su Ejército contra él, cometiendo entonces un gran error, ya que creyendo que el resto de tropas de Lee, a las órdenes de James Longstreet, presionaría sobre su ejército desde el río Rappahannock, no se da cuenta de que están siguiendo a Jackson, formándose así una gran fuerza enemiga en su retaguardia.
Los errores de Pope continúan durante el segundo día de la segunda batalla de Bull Run, el 29 de agosto, cuando cree que tiene atrapado ya a Jackson y lanza continuos ataques sobre él, desconociendo aún que el C.E. de Longstreet se estaba acercando al campo de batalla. El 30 de agosto se consuma el desastre: Pope sigue sin saber que Longstreet está ya en el flanco derecho de Jackson, y tras lanzar varios asaltos sin éxito, sufre la gran acometida de las recién llegadas tropas confederadas que ponen al Ejército de Virginia a la fuga. La impopularidad de Pope crecerá al echar la culpa de la derrota al general de división Fitz John Porter por desobedecer sus órdenes, e iniciar un consejo de guerra contra su subordinado.
A pesar de los intentos de culpar a otros de la derrota, el 12 de septiembre desaparece el Ejército de Virginia, cuyas tropas se integran en el Ejército del Potomac, y Pope se queda sin mando en el frente del este. El resto de la guerra lo pasará en el Departamento del Noroeste en Minnesota, participando en la Guerra de Dakota. De todas maneras sus acciones al principio de la guerra no se olvidaron, y el 30 de enero de 1865 fue nombrado comandante del Distrito Militar del Misuri (después llamado Departamento de Misuri) y fue ascendido a general de división (mayor general) agregado del ejército regular el 13 de marzo de 1865 por su actuación en la Isla Número 10.

## Tras la guerra
En abril de 1867 Pope fue nombrado gobernador del Tercer Distrito Militar (Georgia, Florida y Alabama) de la reconstrucción. El 28 de diciembre de 1867 fue reemplazado por el general de división George G. Meade.

Pope regresa al oeste y participa en las Guerras Apaches. Recomienda entonces que el sistema de reservas indias sea administrado por la autoridad militar mejor que por la Oficina de Asuntos de Nativos Americanos (Bureau of Indian Affairs) y que a los indios se les dé un mejor trato.
La reputación de Pope sufre un serio revés en 1879 cuando una Junta de Investigación dirigida por el general de división John Schofield concluye que Fitz John Porter había sido injustamente condenado y que era el mismo Pope quien tenía más responsabilidad por la pérdida de la batalla del segundo Manassas. Se criticaba la actitud temeraria de Pope en la batalla, y se justificaba la acción de Porter al querer salvar al ejército de la total destrucción.
Pope fue ascendido a general de división del ejército regular en 1882 y se retiró en 1886. Murió en una Casa de Veteranos cercana a Sandusky, Ohio, en 1892. Está enterrado en el cementerio de Bellefontaine, St. Louis, Misuri.